# Орловка (Лев-Толстовский район)
Орло́вка — село Домачевского сельсовета Лев-Толстовского района Липецкой области.

## География
Село расположено на берегу речки Кочуровка в 7 км на север от центра поселения села Домачи и в 21 км на север от райцентра посёлка Лев Толстой.
В селе 5 улиц: Гагарина, Новая, Пушкина, Центральная, Школьная.

## История
Яковлевское, что была деревней Орловка в приходе к селу Кочуры в качестве села, принадлежащего кн. Якову Феодоровичу Долгорукову, упоминается в окладных книгах, где сказано, что находившаяся в том селе церковь святого апостола Якова Алфеева обложена данью в 1708 году 20 декабря, а освящена, как видно из надписи на кресте под престолом 5 октября 1704 года. Под 1734 г. в селе Яковлевском показано 38 приходских дворов, в 1744 г. - 93, но в 1755 их было только 55. Из рапорта Данковского духовного правления видно, что в 1799 г. находившаяся в с. Яковлевском церковь за ветхостью была запечатана. В 1820 г. помещица села Яковлевского Евгения Михайловна Тварогова испрашивала у епарх. начальства дозволение на исправление находившейся в том селе и обветшавшей церкви. В 1851 году усердием той же помещицы Е.М. Твароговой и её сына М.Ст. Тварогова в селе была заново построена церковь. Колокольня и каменная ограда построены в 1872 году. 
В XIX — начале XX века село входило в состав Кочуровской волости Данковского уезда Рязанской губернии. В 1906 году в селе было 217 дворов.
С 1928 года село являлось центром Орловского сельсовета Троекуровского района Лев-Толстовского района Козловского округа Центрально-Чернозёмной области, с 1954 года — в составе Липецкой области, с 1963 года — в составе Алексеевского сельсовета Лев-Толстовского района Липецкой области, с 1976 года — в составе Домачевского сельсовета.

## Население
| 1859 | 1897  | 1906  | 2000 | 2010 |
| ---- | ----- | ----- | ---- | ---- |
| 1077 | ↗1256 | ↗1350 | ↘172 | ↘123 |